# Зігнутник витягнутий
Зігнутник витягнутий (Campylium protensum) — вид мохів порядку гіпнобрієвих (Hypnales).

## Поширення
Ареал охоплює такі частини світу: Європа, Північна Америка, Азія.
Населяє багаті мінералами водно-болотні середовища, низовини в болотистих лісах, відкриті місця на височинах, береги озер і струмків; від низьких до високих висот.

## Характеристика
Рослини невеликі або середні, зелені або іноді жовтувато-зелені до жовтих. Стебла повзучі. Стеблові листки розпростерті, 1–2.3 × 0.4–1 мм. Вид дводомний.